# Estadio Defensores del Chaco
Le Estadio Defensores del Chaco (Stade Defensores del Chaco) est le stade de football principal de la capitale paraguayenne, Asuncion. 
Propriété de la ville de Asuncion, le stade est le lieu de résidence des matchs à domicile du Équipe du Paraguay de football. Maintenant sa capacité est 42 354 places assises.

## Histoire
Situé dans le quartier de Sajonia, il fut inauguré en 1917. Il a porté le nom de Stade de Puerto Sajonia jusqu'à 1974.

## Événements
- Copa América, 1999